# Alone in a Room
Alone in a Room è un singolo del gruppo musicale britannico Asking Alexandria, pubblicato il 24 aprile 2018 come secondo estratto dal quinto album in studio Asking Alexandria.

## Descrizione
Alone in a Room è il brano d'apertura dell'album e, a detta del frontman Danny Worsnop, riflette il processo di scrittura del suo album solista The Long Road Home, uscito l'anno prima. Lo stesso Worsnop, in occasione di un'intervista concessa alla rivista Alternative Press ha inoltre aggiunto:

## Video musicale
Il video, diretto da Steven Contreras e girato in bianco e nero, è stato pubblicato il 25 maggio 2018 attraverso il canale della Sumerian Records e funge da prequel a quello del precedente singolo Into the Fire.

## Tracce
CD promozionale (Stati Uniti)
1. Alone in a Room – 4:05

Download digitale
1. Alone in a Room (Acoustic Version) – 4:25
2. Alone in a Room – 4:05

Download digitale – remix
1. Alone in a Room (Dex Luthor Remix) – 3:17

## Formazione
Gruppo
- Danny Worsnop – voce
- Ben Bruce – chitarra, voce
- Cameron Liddell – chitarra
- Sam Bettley – basso
- James Cassells – batteria

Produzione
- Matthew Good – produzione, ingegneria del suono
- Ryan Daminson – ingegneria del suono
- Taylor Larson – missaggio
- Ted Jensen – mastering

## Classifiche
| Classifica (2018)                | Posizione massima |
| -------------------------------- | ----------------- |
| Stati Uniti (mainstream rock)    | 7                 |
| Stati Uniti (rock & alternative) | 33                |